# Acqui Terme

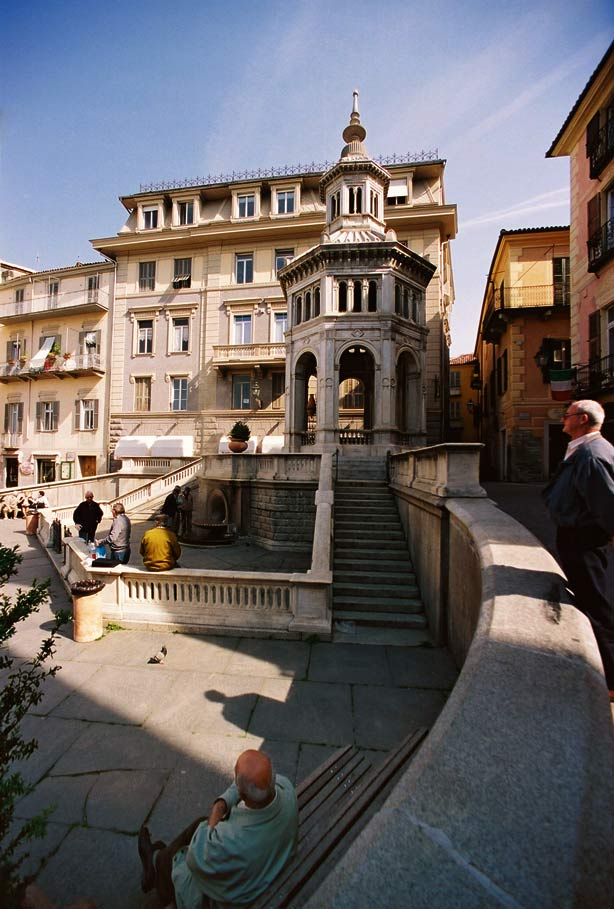
La Bollente.

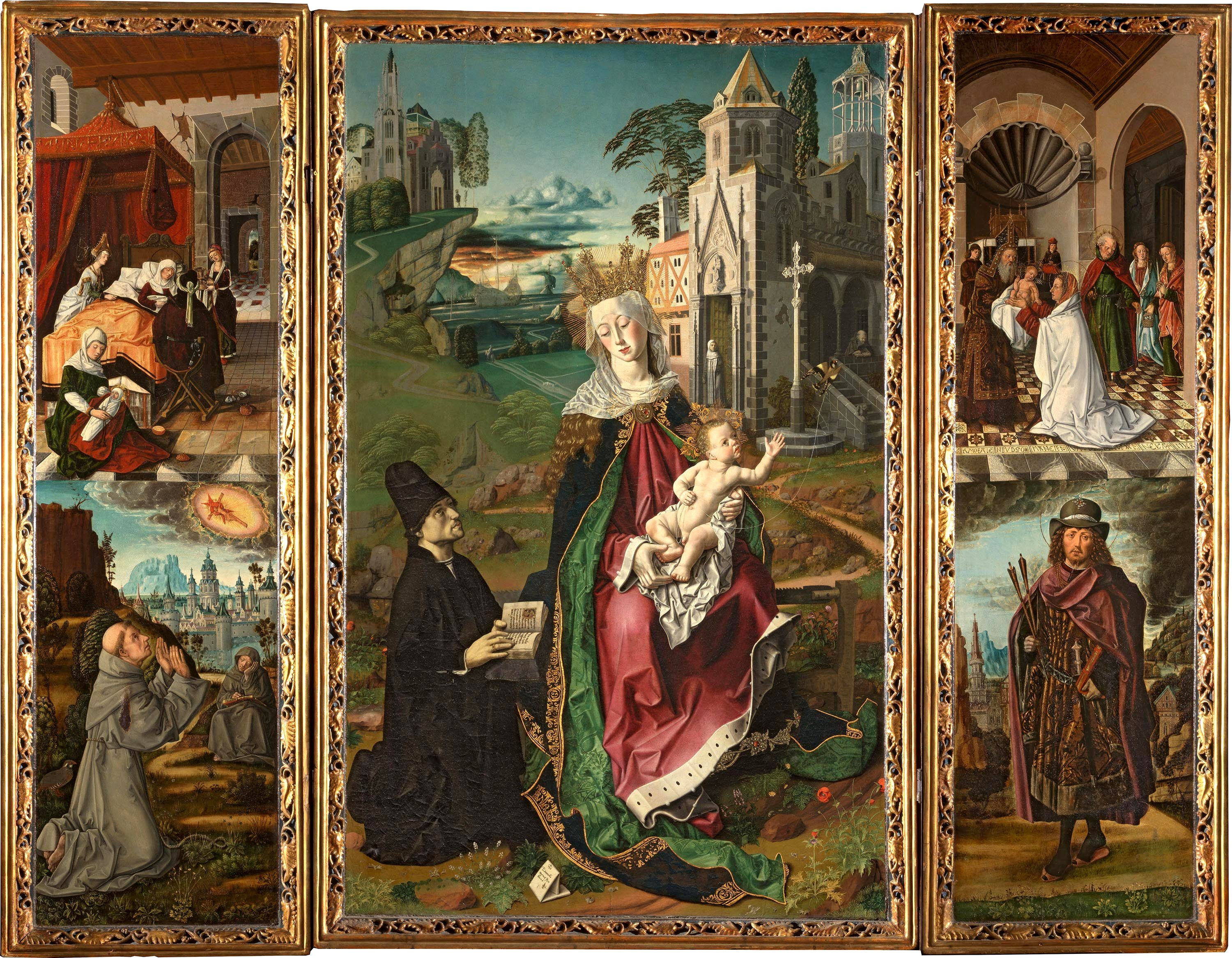
The Virgin of Monserrat, ở đại giáo đường của đô thị.

Acqui Terme (Äich trong tiếng Piedmonte) là một đô thị ở vùng Piedmont, phía bắc Italia, tỉnh Alessandria. Thành phố này có cự ly 35 km về phía nam-tây-nam của thành phố Alessandria.
Các suối nước nóng ở đây đã nối tiếng khi đô thị La Mã Aquae Statiellae; các phòng tắm cổ đã được đề cập bởi Paulus Diaconus và Liutprand của Cremona. Năm 1870 Giovanni Ceruti đã thiết kế một đài các nhỏ có tên La Bollente tại trung tâm thành thị này nơi có nguồn nước nóng đến 75 °C.

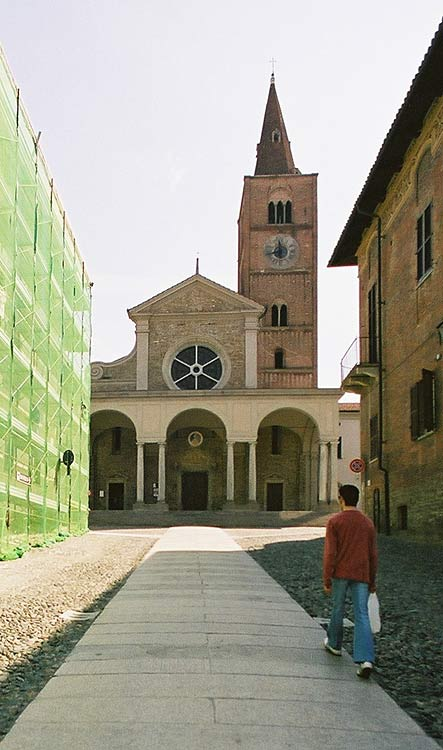
Đại giáo đường thế kỷ 17.

Trong thời kỳ La Mã, nơi này được kết nối bằng đường bộ với Alba Pompeia và Augusta Taurinorum (Torina). Những người thuộc bộ lạc Ligures của Statielli đã gia nhập với những người La Mã vào thời kỳ đầu nhưng đã bị tấn công vào năm 173 trước Công nguyên. Vào thế kỷ 6, đô thị này thuộc vương quốc Lombard và bị thôn tín vào năm 1278 bởi Thái ấp hầu tước Montferrat.
Năm 1892, một tuyến đường ray nối đô thị này với Genova.

## Nhân vật
- Giulietto Chiesa (sinh năm 1940), ký giả, nhà chính trị.